# Issues de blé

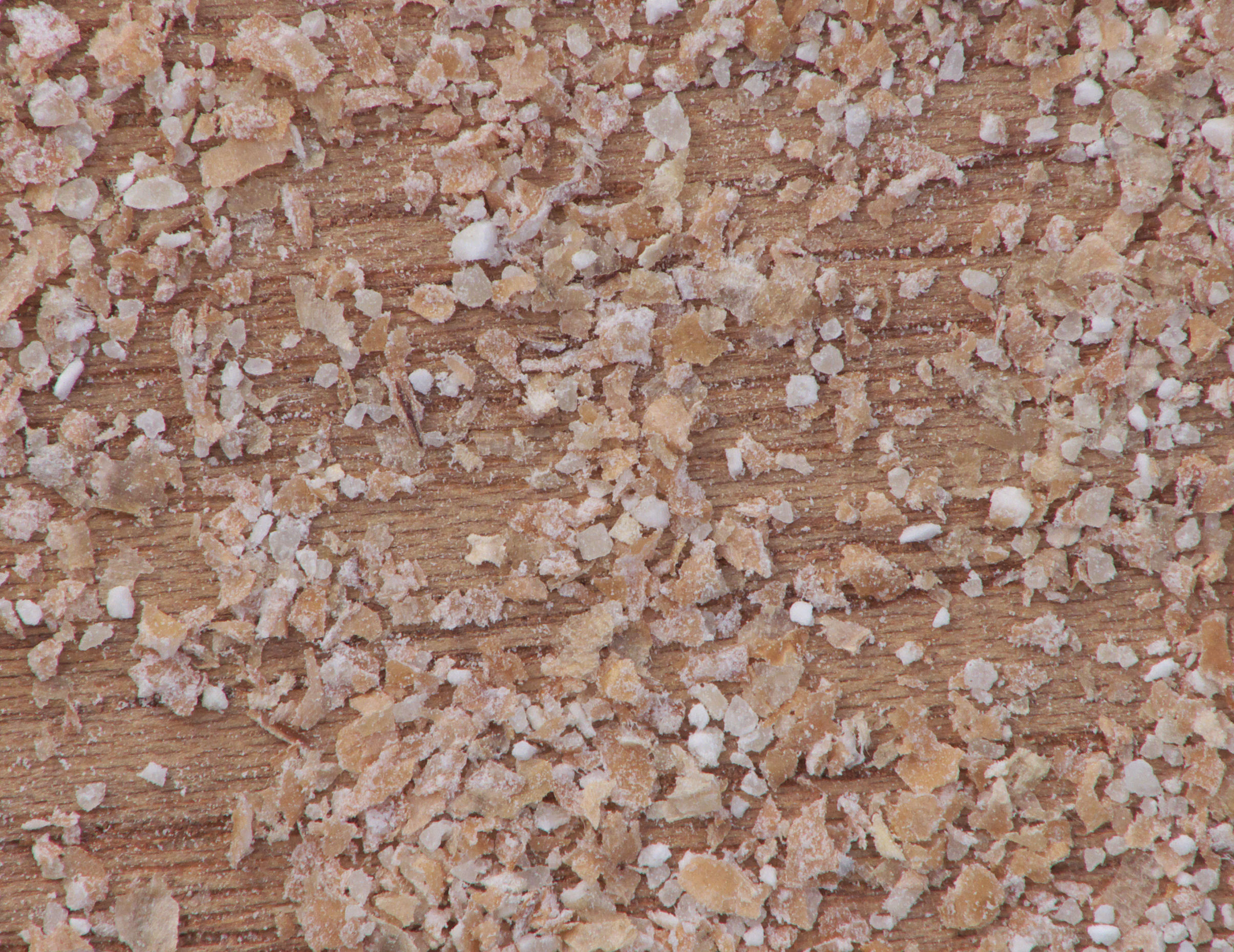
Gros plan sur des particules de son de blé, issues d'une farine blutée sur tamis à mailles de 1 mm.

Les issues de blé sont des co-produits de l'industrie de première transformation du blé (meunerie, semoulerie, amidonnerie) obtenus lors de la fabrication de la farine et de semoule, et plus précisément lors du blutage qui permet de séparer la farine des issues. Les issues sont constituées principalement par des fragments de l'enveloppe des grains de blé et de particules de grains dont l'albumen a été en grande partie ôté. Elles comprennent principalement les sons, remoulages, farines basses et germes. Les issues représentent en moyenne 25 à 30 % du grain de blé. Ce pourcentage est fonction du taux d'extraction (ou taux de blutage).
Les déchets retirés du nettoyage des grains (grains cassés ou hors normes, poussières) avant la phase de broyage, appelés « issues de silos », sont parfois assimilés aux issues. Ces produits, généralement valorisés en alimentation animale, représentent en moyenne 1 % du volume de grains traités.

## Utilisation

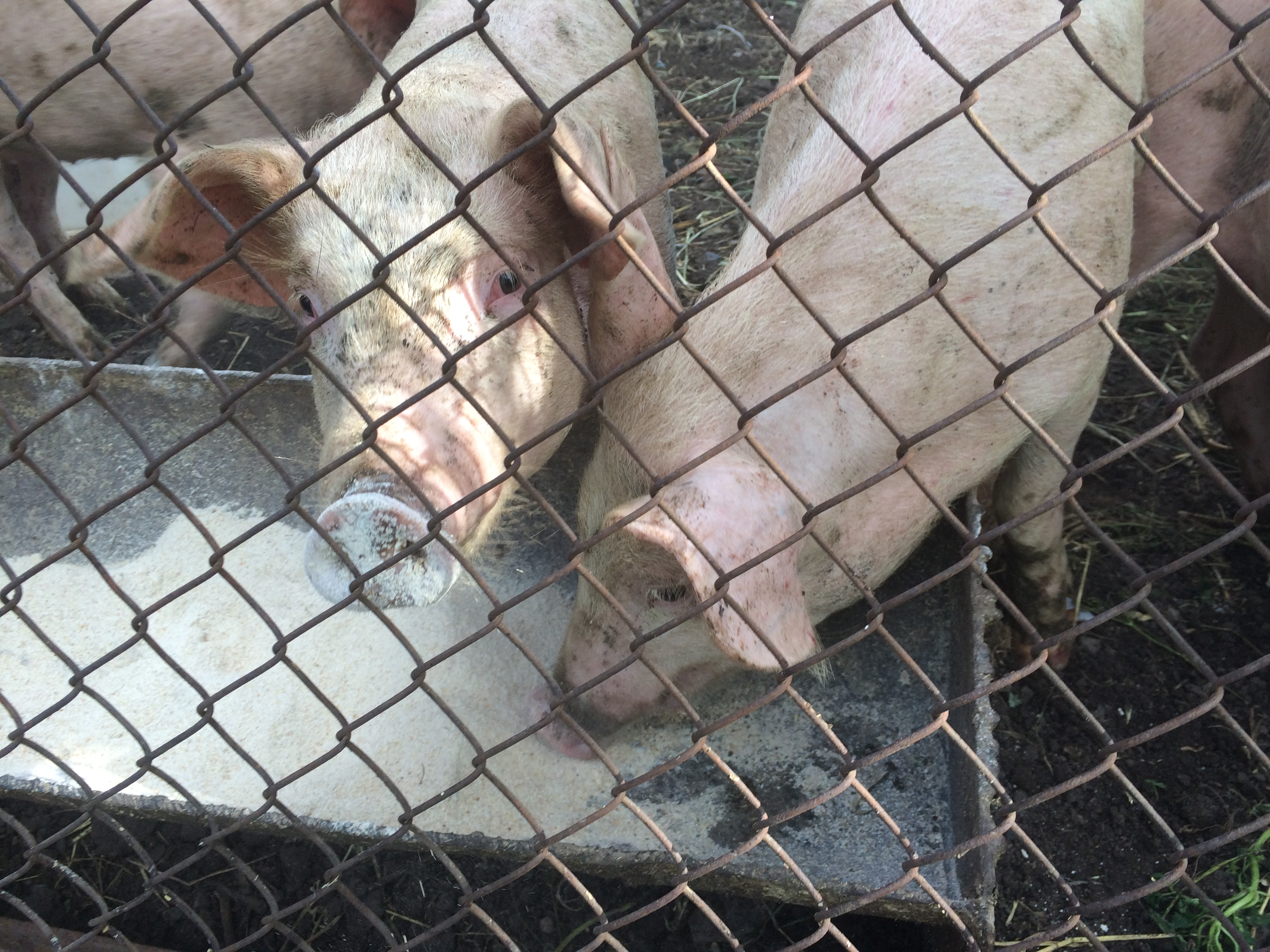
Porcelets nourris d'un mélange de son et de petit-lait.

On utilise les issues principalement en alimentation animale.
Cependant leur teneur en facteurs antinutritionnels (acide phytique et phytates), qui tient au fait que ces substances qui sont concentrées dans l'enveloppe du grain et le germe, réduit leur digestibilité, surtout pour les animaux monogastriques (volailles et porcs). Les phytates sont responsables d'une moindre disponibilité des minéraux (notamment Ca, Mg, Zn, Fe, Cu), pouvant entraîner chez le porc des maladies telles que la maladie du son (ostéofibrose avec atrophie du groin) ainsi que la parakératose (carence en zinc liée à une consommation excessive d'issues de céréales, le zinc étant nécessaire pour la synthèse du collagène), que l'on cherche à éviter en supplémentant l'alimentation en zinc, ce qui doit être prudemment fait car un excès de zinc inhibe la bioassimilation du cuivre qui est un autre oligoélément vital.
Une petite partie du son est utilisée en alimentation humaine, soit pour enrichir les farines blanches, soit comme aliment diététique. Il entre par exemple dans la composition du pain au son, reconnu pour améliorer le transit intestinal, et dans celle de certaines céréales de petit-déjeuner.

## Composition chimique
| Constituants                | Grain entier | Farine   | Son  | Remoulage | Germe |
| --------------------------- | ------------ | -------- | ---- | --------- | ----- |
| Rendement                   | 100,0        | 76,0     | 11,5 | 12,0      | 0,5   |
| Humidité                    | 13,1         | 13       | 13,1 | 12,0      | 10,5  |
| Protéines                   | 10,9         | 10       | 15,3 | 15,7      | 30,0  |
| Parois végétales (“Fibres”) | 10           | 2,8      | 39   | 30,2      | 14,5  |
| Amidon                      | 60,1         | 70       | 19,3 | 28,5      | 20,3  |
| Lipides                     | 1,0          | 1,3      | 2,6  | 3,1       | 10    |
| Sels minéraux               | 1,50         | 0,55     | 4,9  | 4,1       | 4,0   |
| Vitamines du groupe B       | 0,10         | (traces) | 0,10 | 0,13      | (nd)  |